# 大牟田稔
大牟田 稔（おおむた みのる、1930年9月1日 - 2001年10月7日）は、日本のジャーナリスト。元広島平和文化センター理事長。

## 生涯
宮崎県出身。広島高等師範学校、広島大学文学部仏文科卒業。1950年から梶山季之とともに雑誌『天邪鬼』を創刊。
1953年、中国新聞社に入社。記者となる。
1964年に当時アメリカ軍の支配下におかれた沖縄を訪れ、同地の被爆者を日本のジャーナリストとして初めて取材した。
ある時、中国新聞の記者として広島に投下された原爆の悲惨さを告発し続けた金井利博に影響を受け、広島に興味を持つようになった。市長の平岡敬に勧められ、1992年に広島平和文化センターの理事長となる。同年中国新聞の編集者を引退した。1999年広島平和文化センター理事長を引退し、2年後の2001年に上顎癌のため死去。享年71歳。

## 主著
- 『ヒロシマから、ヒロシマへ: 大牟田稔遺稿集』